# 囊稃竹
囊稃竹（学名：Leptaspis banksii）为禾本科囊稃竹属下的一个种。台湾特有植物。产台湾南部。生于热带雨林下、荫湿草地。模式标本採自台湾台东。

## 扩展阅读
- 維基物種上的相關：囊稃竹

1. ↑  行政院農業委員會特有生物研究保育中心. . 特有生物研究保育中心. 2018-12-01  [2020-03-06]. （原始内容存档于2020-04-08） （中文（臺灣））.